# تاش-یلگا
تاش-یلگا (انگلیسی: Tash-Yelga) یک شهرک در شهرستان دیورتیورلینسکی در استان باشقیرستان کشور روسیه است.